# Capa Negra
Capa Negra és una pel·lícula catalana del 2018 dirigida per Jaume Najarro. És un drama històric ambientat al Segle XIX que transcorre a la zona de la comarca del Llobregat. Es va estrenar als cinemes el 14 de desembre del 2018 després de passar per importants festivals catalans.

## Argument
Entre els anys 1812 i 1836 va corre per la comarca del Llobregat, la llegenda de Josep Sàbat, més conegut com a 'Capa Negra'. Un bandoler orfe de pare i mare i que havia lluitat a la Guerra del Francés a Catalunya. Al tornar al poble descobreix que els seus propis parents li han tret tot i aquí comença la seva llegenda. Enfrontant-se fins i tot al Baró de l'època.

## Repartiment
- Jack Queralt
- Yeray Ortega
- Octavi Pujades
- Roger Pera
- Xavier Serrat i Crespo
- Jordi Díaz
- Roger Berruezo
- Jaume Najarro
- Montse Miralles
- Rafa Delacroix
- Brian Gallardo
- Carme Capdet
- Pau Barredo
- Jaume Casals

## Producció
El film es rodà durant un any sencer al Llobregat, principalment a la població de Corbera de Llobregat i en altres indrets de la comarca com: Sant Andreu de la Barca. En el film van participar una quarantena d'actors.